# Jiří Antonín Benda
Pour les articles homonymes, voir Benda.
Jiří Antonín Benda (Georg Anton Benda), né le 30 juin 1722 à Benátky nad Jizerou (royaume de Bohême) et mort le 6 novembre 1795 à Bad Köstritz (Principauté Reuss branche cadette), est un violoniste, compositeur et maître de chapelle bohémien, membre de l'École de Berlin de 1742 à 1749.
Il est le frère des compositeurs František Benda (en allemand : Franz Benda) et Johann Georg Benda (Jan Jiři Benda).

## Formation
Troisième fils de Johann Georg Benda (Jan Jiří Benda, en tchèque), Georg Anton Benda est formé initialement par son père avant d'être envoyé dans une école locale à Kosmonosy en 1735 à l'âge de 13 ans. En 1739, il fréquente la section musicale du Lycée (Gymnasium) jésuite de Jičín.

## Carrière

### Cour de Berlin
Alors qu'il n'est encore que prince héritier, le futur Frédéric II de Prusse constitue un orchestre privé à partir de 1732 à sa résidence de Ruppin : Johann Gottlieb Graun est le premier musicien à entrer à son service dès 1732,, suivi par Franz Benda en 1733, Johann Georg Benda en 1734, Carl Heinrich Graun en 1735 puis Christoph Schaffrath et Johann Gottlieb Janitsch en 1736,.
En 1736, Frédéric et ses musiciens déménagent au château de Rheinsberg, vingt kilomètres plus au nord,.
En mai 1740, âgé de 28 ans, le prince monte sur le trône de Prusse sous le nom de Frédéric II et transporte sa cour à Potsdam près de Berlin,. Il s'attache en 1741 les services du flûtiste Johann Joachim Quantz pour compléter son orchestre et donner ainsi naissance à l'École de Berlin.
En 1742, à l'âge de 20 ans, Georg Anton Benda est nommé par Frédéric II second violoniste de la chapelle de Berlin,. 
L'année suivante, il est appelé à Potsdam par son frère Franz, compositeur et violoniste renommé, comme compositeur et arrangeur.
Georg Anton Benda reste à la cour de Berlin jusqu'en 1749.

### Cour de Saxe-Gotha
En 1750, Benda entre comme maître de chapelle à la cour de Frédéric III de Saxe-Gotha,,,, où il composera principalement de la musique religieuse.
Grâce aux subventions du Duc Frédéric III, il effectue en 1765 et 1766 un voyage en Italie qui le met en contact avec les grands compositeurs d'opéra de l'époque et l'oriente vers ce style,,.
Il conserve ce poste de Kapellmeister pendant près de trente ans, jusqu'en 1778, travaillant pour Frédéric III jusqu'à la mort de ce dernier en 1772, puis pour son fils Ernest II. En 1770, il reçoit le titre nouveau de Kapelldirector,.

## Répertoire
Benda doit son succès surtout au mélodrame. Une représentation de Médée à Mannheim (1778) fit une grande impression sur  Mozart qui s'en inspira dans son opéra Zaïde. Il a aussi écrit aussi plusieurs pièces instrumentales, y compris des concertos pour clavecin et des sonates pour clavecin solo.
Le mélodrame Ariadne auf Naxos, généralement considéré comme son chef-d'œuvre, fut reçu avec enthousiasme en Allemagne et ensuite dans toute l'Europe, la critique étant surtout impressionnée par son originalité et sa douceur musicale.

## Œuvres de théâtre
- Xindo riconosciuto, opéra (1765)
- Ariadne auf Naxos, mélodrame (1775)
- Medea, mélodrame (1775)
- Der Dorfjahrmarkt, singspiel (1775)
- Romeo und Julie, singspiel (1776)
- Walder, singspiel (1776)
- Pygmalion, mélodrame (1779)

## Enregistrements
- Concertos pour clavecin de Georg Benda, par La Stagione Frankfurt avec Sabine Bauer au clavecin, dir. Michael Schneider
- Franz & Georg Anton Benda : concerti, de Franz Benda et Georg Benda, par l'ensemble Il Gardellino
- Sinfonia no 4 en fa sur le CD Baroque Bohemia & Beyond : Benda - Bárta - Richter - Stamic - Vaňhal, Czech Chamber Philharmonic, dir. Vojtěch Spurný, Alto ALC 1001, 2005

## Lien contextuel
- Famille Benda
- École de Berlin (musique classique)